# Virna Sacchi
Pour les articles homonymes, voir Cogo et Sacchi.
Virna Sacchi, née le 17 juin 1975 à Athis-Mons, est une journaliste franco-italienne.

## Biographie
De nationalité franco-italienne, Virna Sacchi est titulaire d'une maîtrise d'histoire et diplômée de l'école supérieure de journalisme de Lille où elle obtient la prestigieuse bourse René Payot, qui récompense les étudiants en journalisme.
Elle commence sa carrière dans la station de radio Europe 1 où elle présente les  flashs infos, avant de rejoindre France Inter[Quand ?].
En 2000, elle intègre la rédaction de France 3 Nord-Pas-de-Calais. De 2003 à 2014, elle y présente les journaux télévisés notamment le 12/13 et le 19/20h aux côtés de Vincent Dupire.
À l'automne 2014, elle présente  le 12/13 en remplacement de Samuel Étienne,. Depuis avril 2015, elle est la remplaçante officielle de Carole Gaessler au 19/20 de France 3,.
À partir de septembre 2013, elle anime le magazine Pièces à conviction sur France 3.
Du 11 au 24 août 2025, Virna Sacchi présente le Journal de 13 heures sur France 2, en remplacement de Julian Bugier,,.

## Culture populaire
En octobre 2013, aux côtés de Vincent Dupire, elle apparait dans la série Plus belle la vie, où elle joue son propre rôle de journaliste.